# گابووه گرانده
گابووه گرانده (به لهستانی:  Gabowe Grądy) یک روستا در لهستان است که در گمینا اوگوستوو واقع شده‌است.